# Luis Serrano Alarcón
Luis Serrano Alarcón (Valencia, 1972) es un director de orquesta y compositor español. Es profesor del Conservatorio Superior de Música de Valencia.

## Biografía
De formación básicamente independiente y autodidacta, reconoce la importante influencia de algunos profesores y entidades como José María Cervera Lloret, José María Cervera Collado, Javier Barranco y la Sociedad Musical La Artística de Chiva, donde inició los estudios musicales.
Luis Serrano Alarcón es titulado por el Conservatorio Superior de Música de Valencia en Composición e Instrumentación, con Premio Final de Carrera en 2002. También posee el Título Superior de Solfeo, Teoría de la Música, Repentización y Transposición, y el Título Profesional de Piano. Actualmente es profesor en el Conservatorio Superior de Música de Valencia. Ha dirigido las bandas de la Sociedad Musical la Primitiva de Alborache (1993), la Sociedad Musical La Artística de Chiva (1996-1999), Centro Instructivo Musical de Benimaclet (2001-2004) y Centro Artístico Musical de Bétera (2006-2014), agrupación con la que fue invitado a participar en la WASBE Conference celebrada en Cincinnati (EE. UU.) en julio de 2009.
Pero sin duda la composición es la disciplina en la cual más ha destacado en su proyección internacional: Ha sido invitado a dirigir su propia música tanto en España, como en Italia, Colombia, Singapur, Hong Kong, Estados Unidos y ha recibido encargos de importantes entidades y agrupaciones nacionales e internacionales, entre las que destacan Instituto Valenciano de la Música, Certamen Internacional de Bandas Vila de Altea, Certamen Internacional de Bandas de Música de Valencia, Saint Thomas University (Minnesota, EE. UU.), Philharmonic Winds (Singapur) y Hong Kong Band Directors Association. En 2012, la Southeastern Conference Band Directors Association, formada por un consorcio de 14 universidades de EE. UU. le encarga la composición de Symphony for Wind Orchestra, su primera sinfonía, estrenada en octubre de 2013.
Ha obtenido en dos ocasiones el Primer Premio del Concurso Internacional de Composición de Música para Banda de Corciano (Italia), en 2006 con la obra Preludio y Danza del Alba, para quinteto de metales y banda sinfónica y en 2009 con La Dama Centinela. En 2010 obtiene con esta misma obra el Premio Euterpe de la Federación de Sociedades Musicales de la Comunidad Valenciana en la categoría de Mejor Composición de Música Sinfónica y en 2011 su obra Duende obtiene el Premio a la Mejor Edición de Obra Clásica en los Premios de la Música.
Entre 2011 y 2013 fue miembro de la junta directiva de la Asociación Mundial de Bandas de Música y Ensembles (WASBE). En septiembre de 2014 la ciudad de Liria, junto a sus dos bandas de música, le hace un homenaje por su contribución a la Música Valenciana.
En 2014 se estrenó en Minnessota (EE. UU.) su obra  'B-Side Concerto', para banda y conjunto de rock. Obra que Luis Serrano Alarcón dirigió en la Banda Municipal de Barcelona en 2016.
En 2016 compone su primer musical ‘Invisibles. Los niños en el tiempo’ , estrenado en Espai La Rambleta de la mano de Utem Escola de Música con un total de 17 piezas musicales.
Desde 2017 dirige la banda sinfónica La Unión Musical Santa Cecilia de Villar del Arzobispo.

## Obra

### Para banda
Pasodobles
- 1996 - La Calle Mayor
- 2002 - El Torico de la Cuerda
- 2008 - La Utielana
- 2010 - La Lira de Pozuelo
- 2012 - Angelita
- 2014 - Enric Cullell
- 2018 - Tim (a British pasodoble)

Obras sinfónicas
- 2003 - Memorias de un hombre de ciudad

- 2004 - Concertango, para saxo alto, trío de jazz y banda

- 2005 - De Tiempo y Quimera

- 2006 - Marco Polo. La Ruta de la Seda.

- 2006 - Preludio y Danza de Alba, para quinteto de metales y banda
- 2007 - Tramonto, para violonchelo y banda
- 2007 - Las Hijas de Eris, para violonchelo, arpa, piano, dos percusionistas y doble banda sinfónica.

- 2008 - Pequeña Suite para Banda

- 2009 - La Dama Centinela

- 2010 - Duende

- 2011 - Marco Polo. Los Años de Catay
- 2012 - 3-21 (Retratos para trompa y orquesta)

- 2012 - Symphony for Wind Orchestra

- 2013 - Marco Polo. El Libro de La India

- 2014 - Three Sketches for Wind Ensemble

- 2014 - B-Side concerto, para grupo de rock y banda sinfónica
- 2017 - Second Symphony for Wind Orchestra
- 2017 - Invocación (Revisitando El Puerto)
- 2018 - Concerto for Trumpet and Wind Ensemble

### Música de Cámara
- 1995 - Una de Aventuras, para quinteto de metales
- 1995 - Meditación y Danza, para trompeta y piano
- 2002 - Cinco maneras de no decir nada, para quinteto de metales

- 2003 - Crónica del Arte Herido, para cuarteto de cuerda
- 2015 - La flûte de la Lune, para flauta y piano
- 2015 - Tres Preludios Mestizos, para saxo alto y piano

### Musical
- 2016 - Invisibles. Los niños del tiempo